# Georg Spangenberg (General)
Johann Georg Friedrich Ernst Spangenberg (* 12. März 1789 in Kassel; † 2. Juni 1850 ebenda) war ein kurhessischer Generalmajor und Brigadekommandeur.

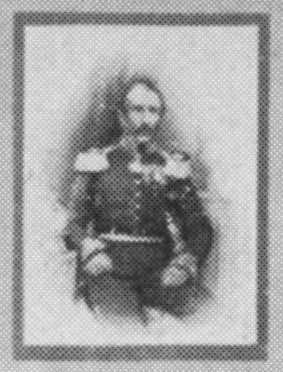
Georg Spangenberg

## Leben

### Militärkarriere
Spangenberg war Offizier der kurhessischen Armee. Als Hauptmann diente er 1826/33 im 2. Infanterie-Regiment in Fulda und Hersfeld. Anschließend wurde er als Major Kommandeur des Jäger-Bataillons in Kassel, avancierte 1843 zum Oberstleutnant und war kurzzeitig mit der Führung des 1. Infanterie-Regiments beauftragt. Er übernahm darauf das Kommando über das 3. Infanterie-Regiment, stieg in dieser Stellung 1844 zum Oberst auf, wurde 1848 Kommandeur des 2. Infanterie-Regiments und im gleichen Jahr als Generalmajor Kommandeur der 2. Infanterie-Brigade. Als Befehlshaber der kurhessischen Truppen beteiligte er sich 1849 am Krieg gegen Dänemark. 1850 erfolgte seine Ernennung zum Kommandeur der 1. Infanterie-Brigade in Kassel.
Er war Kommandeur II. Klasse des Hausordens vom Goldenen Löwen und Ritter des Ordens vom Eisernen Helm.

### Familie
Spangenberg hatte sich am 6. November 1823 in Fulda mit Dorothea Molter (1806–1883) verheiratet. Aus der Ehe ging der Sohn Ludwig (1826–1896) hervor, der zum preußischen General der Infanterie aufstieg und durch Kaiser Wilhelm I. 1871 in den erblichen preußischen Adelsstand erhoben wurde.